# IMAP
Protocolul de Acces la Mesaje Internet (în engleză Internet Message Access Protocol, abreviat IMAP - denumit și Interactive Mail Access Protocol) permite accesul la mesaje din foldere de e-mail de pe un server. Spre deosebire de POP3, care este proiectat pentru a transfera și șterge e-mail-urile de pe server, scopul IMAP este de a le stoca pe toate pe server, pentru a putea fi oricând accesate din orice loc.
Internet Message Access Protocol (denumit uzual IMAP) este un protocol de nivel aplicație ce permite unui client accesul la e-mail pe un server de mail. Versiunea curentă, IMAP versiunea 4, revizia 1 (IMAP4rev1) este definită de RFC 3501. Un server IMAP poate asculta pe portul de contact 143. IMAP peste SSL (IMAPS) are asociat portul de contact 993. 